# Guy Rénard
Guy Robert Rénard (Châtelet, 16 maart 1934) is een Belgisch voormalig schutter.

## Levensloop
Rénard nam tweemaal deel aan het onderdeel 'trap' op de Olympische Zomerspelen, met name in 1968 en 72. Op de Spelen van 1968 te Mexico-Stad eindigde hij als 36e in het eindklassement. Op de Spelen van 1972 te München werd hij 16e in de eindstand.
Daarnaast won hij goud op de wereldkampioenschappen van 1967 te Bologna. Op het WK van 1970 te Phoenix werd hij achtste in de eindstand.